# Мандаринка (птица)
Мандари́нка (лат. Aix galericulata) — небольшая птица рода лесных уток семейства утиных.

## Общая характеристика
Мандаринка — небольшая утка массой 400—700 г. Длина крыла взрослых мандаринок варьирует в пределах 210—245 мм. Брачный наряд селезня мандаринки выделяется среди других уток яркой окраской оперения. Селезень имеет хохол на голове и более ярко раскрашен, чем самка. Существуют и другие, устаревшие, названия: «мандаринская утка», или «китайская утка».

## Распространение
Исконный ареал расположен в странах Восточной Азии. В России мандаринка гнездится в Амурской и Сахалинской областях (как на Сахалине, так и, предположительно, на Кунашире), в Хабаровском и Приморском краях. В небольших количествах гнездится на Шикотане, где освоила и антропогенные ландшафты. На севере ареала мандаринка является перелётной птицей: территорию РФ взрослые особи и молодняк обычно покидают к концу сентября. Зимует в Китае и Японии. На территории КНДР в конце XX века дикие мандаринки не гнездились, хотя и нерегулярно отмечались во время перелётов.
В 1990-х годах из 25 тыс. пар мандаринок около 15 тыс. (60 %) гнездилось в России, из них 10—13 тыс. (то есть почти 80 %) в Приморье. Кроме этого, 4500—5000 пар гнездилось в Японии, менее 1 000 пар — в КНР, примерно столько же — в Англии и Ирландии, около 550 пар в США.
Кроме этого, вид был успешно акклиматизирован в Великобритании и Ирландии (с XVIII в.) и в Калифорнии (с 1987 г.).
По состоянию на 2008 год мировая популяция составляет 65000 уток — 2000 живут в Китае, 10000 в Японии, 7000 в Великобритании и 1000 в Бранденбурге. Утверждается, что европейская популяция уже больше азиатской. Самая большая колония в Европе находится в Англии, а на материковой части — в районе Берлина. Встречается также в Бельгии, Голландии, Италии и Швейцарии.

## Образ жизни
Эта утка населяет облесённые горные речки со свисающими над водой ветвями деревьев и приречные горные леса. Мандаринка хорошо плавает, при этом высоко сидит на воде с несколько поднятым хвостом. Ныряет редко, только когда ранена. Её полёт быстрый и манёвренный, она легко взлетает, иногда почти прямо вверх. В отличие от большинства уток, мандаринку часто можно видеть сидящей на ветвях деревьев или на прибрежных скалах. Охота на мандаринку запрещена, она внесена в Красную книгу России как редкий вид. Эту утку разводят в парках как декоративную птицу.

### Питание
Питается моллюсками, червями, икрой рыб, семенами водных растений.

### Размножение
Гнёзда устраивает, как правило, в дуплах на разной высоте, иногда до 15 м; реже гнездится на земле. При этом птицы редко гнездятся в одном и том же дупле 2 года подряд. Селезень держится рядом с самкой до откладки последнего яйца, после чего оставляет её и улетает на линьку. Утка садится на кладку только тогда, когда снесёт последнее яйцо, чтобы утята вылупились одновременно. Кладка мандаринок в среднем содержит 9,5 яиц (возможны вариации в пределах от 7 до 14), которые самка насиживает примерно 32 дня. Выведенные птенцы самостоятельно выпрыгивают из гнезда на землю. На удачность размножения мандаринки влияют погодные условия, птенцы сильно чувствительны к переохлаждению.

## Сокращение численности
На сокращение численности мандаринок на местах гнездования в России влияет охота и енотовидные собаки, уничтожающие гнёзда. Многие охотники отстреливают мандаринку, принимая её за другой вид, так как в зимнем оперении она выглядит иначе.

## В китайской культуре
По-китайски мандаринка называется «юаньян» (кит. трад. 鴛鴦, упр. 鸳鸯, пиньинь yuānyāng), это слово в китайских литературных произведениях начиная с древних времён часто символизирует мужа и жену (кит. упр. 夫妻). Например, в древнем ханьском стихотворении «Ко мне приехал гость издалека…» (кит. упр. 客从远方来) рассказывается, как верный муж прислал жене вышитые на ткани иероглифы «юань» и «ян».
Пару мандаринок также часто изображают в китайском искусстве.
Китайская поговорка о любящей паре — «две мандаринки, играющие в воде» (кит. трад. 鴛鴦戲水, упр. 鸳鸯戏水, пиньинь yuānyāng xì shuǐ, палл. юаньян си шуй). Утками декорируют помещение для китайской свадьбы, что символизирует пожелание вечной верности и счастья в браке.
Из-за того, что оперение селезня и самки не похожи, слово «юньёнь» (иер. трад. 鴛鴦, ютпхин: jyun1 joeng1, йель: yun1 yeung1, кант.-рус.: юньён) используется в кантонском для обозначения странной пары, а также смеси странных ингредиентов; к примеру, этим словом обозначается напиток, представляющий собой смесь кофе и гонконгского чая с молоком.

## Галерея

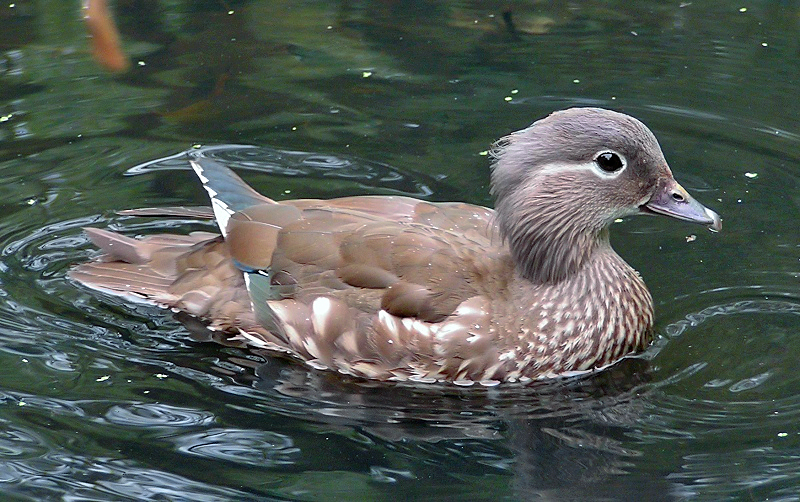
Самка мандаринки
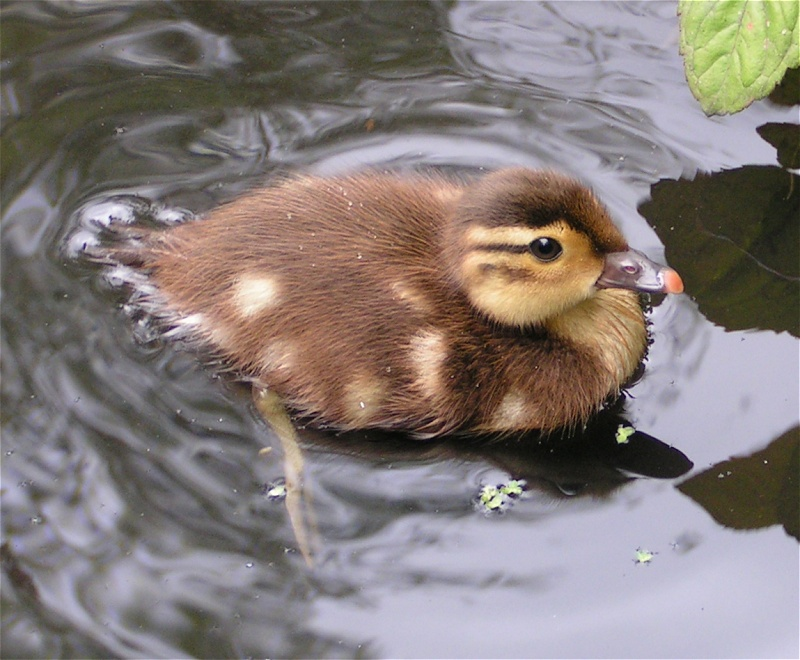
Птенец мандаринки
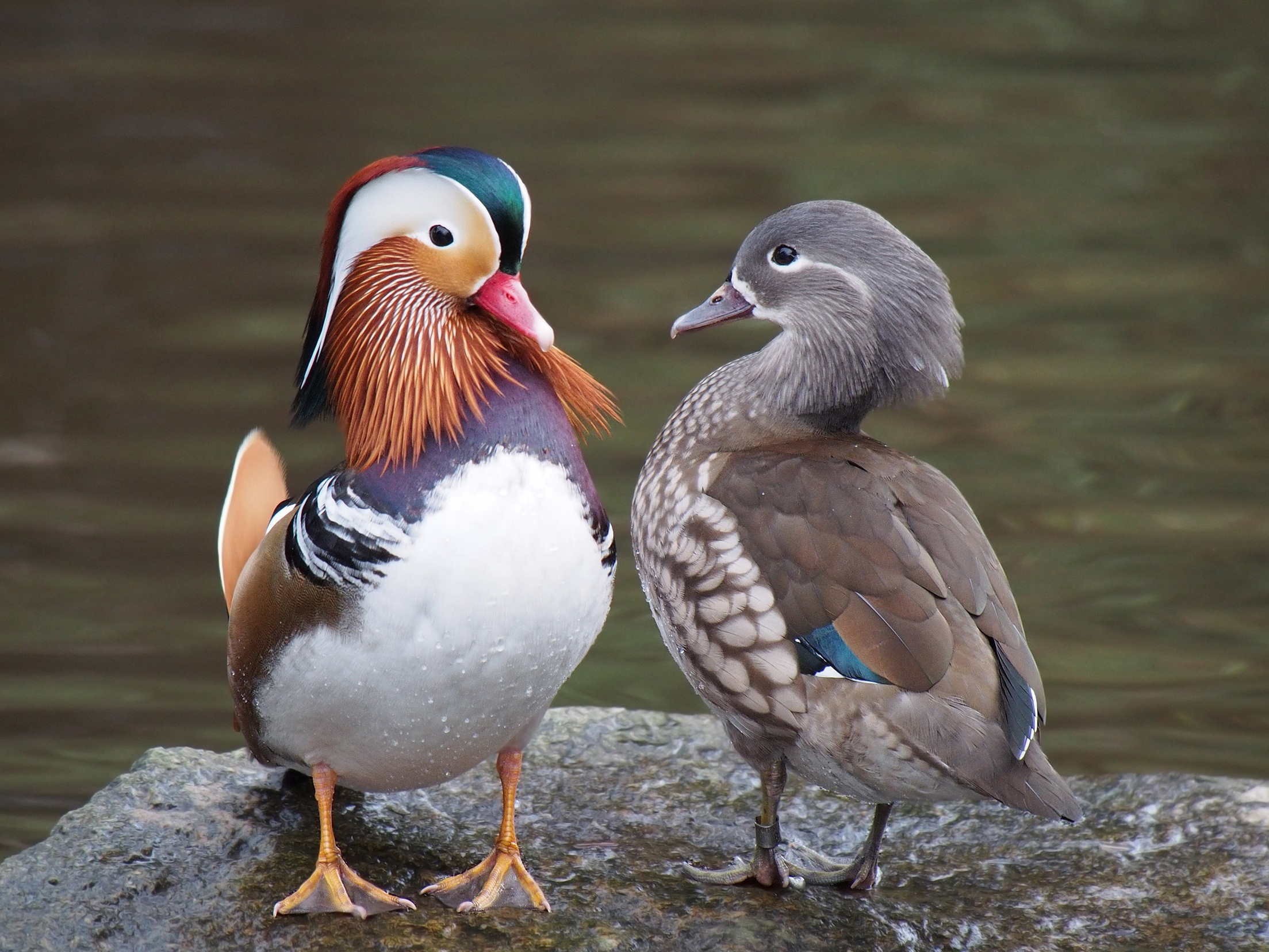
Пара
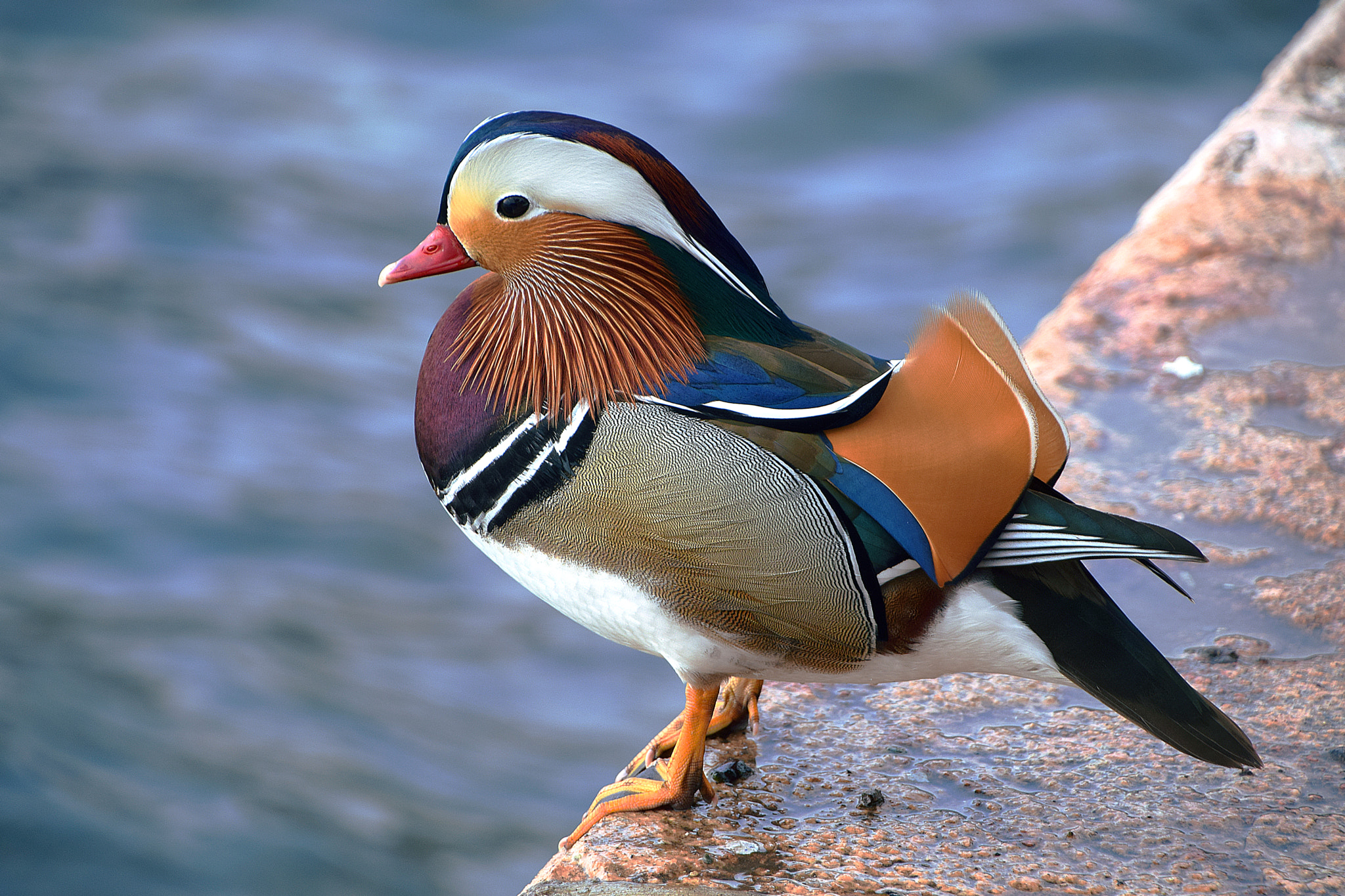
Самец мандаринки на озере Гарда в Италии
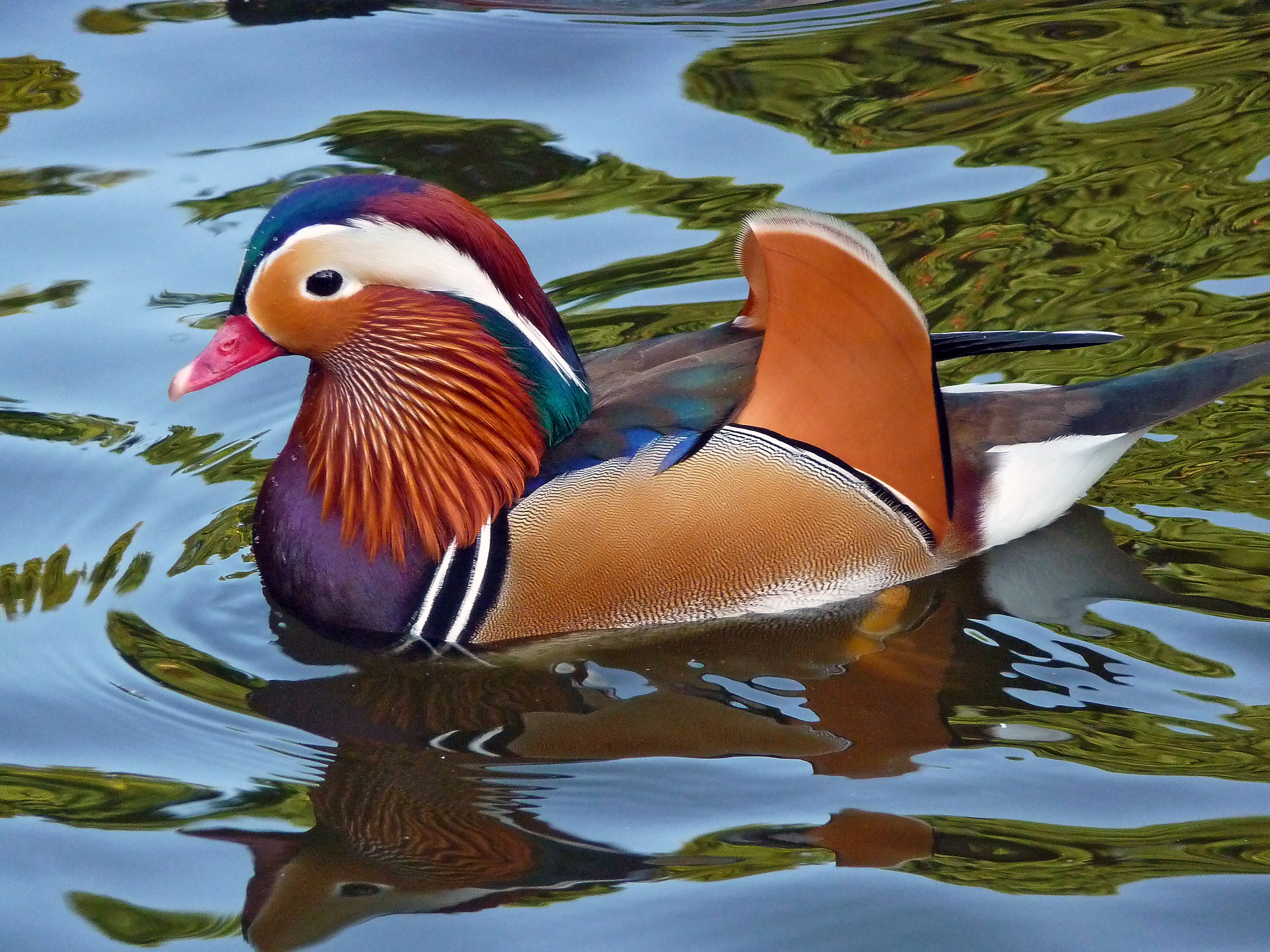
Самец мандаринки
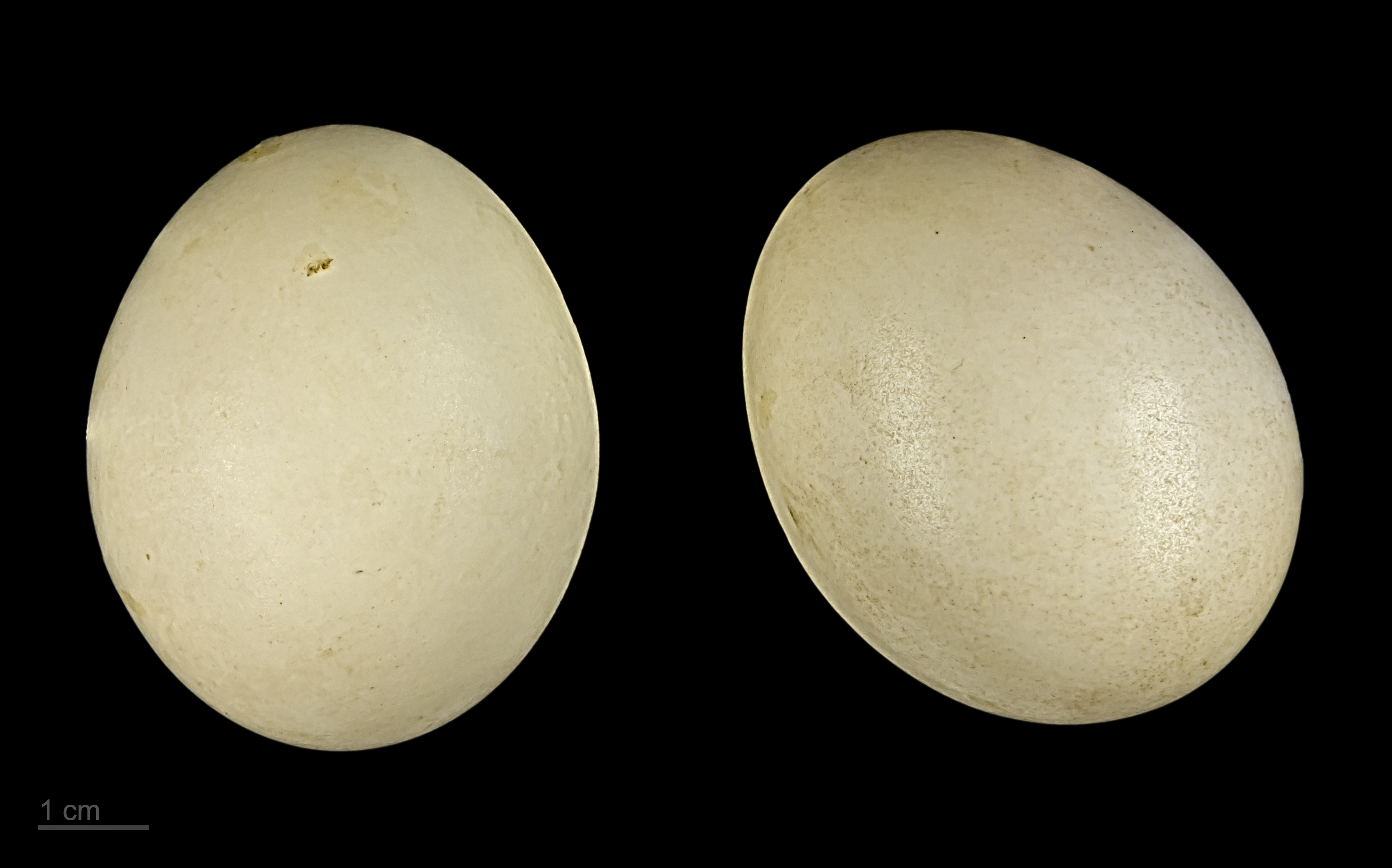
Яйца из коллекции Тулузского музея
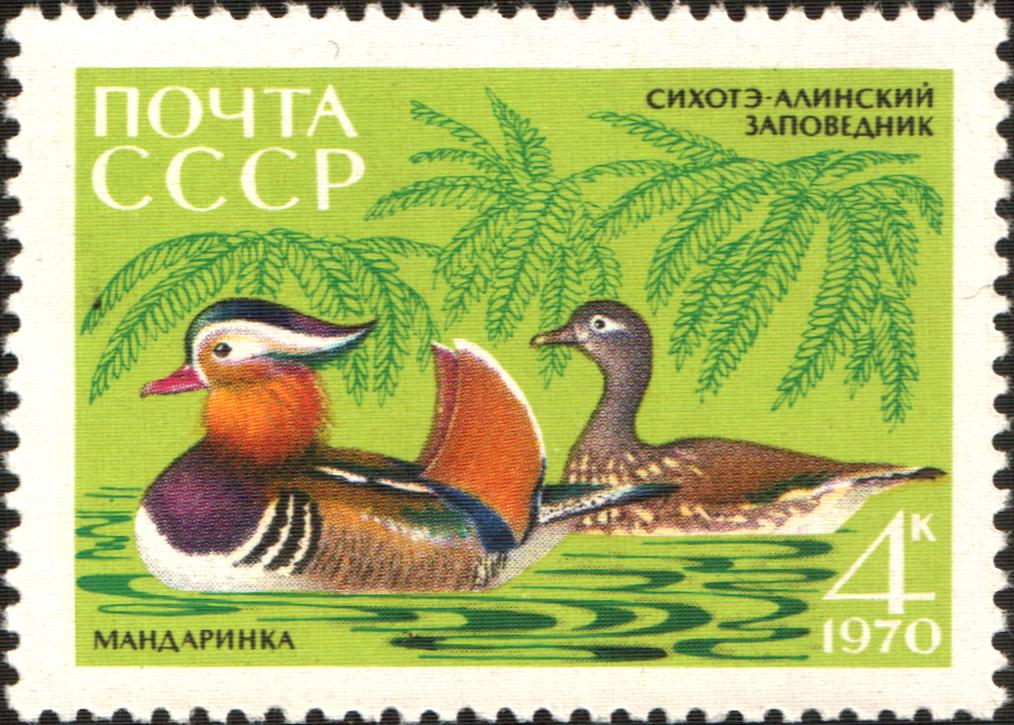
Почтовая марка СССР, 1970 год